# Барбо-Пик
Барбо-Пик (англ. Barbeau Peak) — гора на острове Элсмир, самая высокая (2616 м) точка канадской территории Нунавут, Арктических Кордильер и всего Канадского Арктического архипелага.
Гора находится на территории национального парка Куттинирпаак.
Первое официально зарегистрированное восхождение произошло 5 июня 1967 года, его совершил известный гляциолог Джеффри Хаттерсли-Смит. А в 1969 году после смерти антрополога Мариуса Барбо, пик был назван в его честь.
Сам путь восхождения для опытного альпиниста несложен, но покорение вершины осложнено сильными ветрами и суровыми климатическими условиями.